# Холдре
Хо́лдре (эст. Holdre) — деревня в волости Тырва уезда Валгамаа, Эстония.
До административной реформы местных самоуправлений Эстонии 2017 года деревня входила в состав волости Хельме уезда Валгамаа.

## Географическое положение
Расположена на юго-западе Эстонии, на границе с Латвией. Расстояние до Таллина — 173 километра, до волостного центра — города Тырва — около 11 километров. Высота над уровнем моря — 87 метров.

## Число жителей
По данным переписи населения 2011 года в деревне проживали 54 человека, из них 47 (87,0 %) — эстонцы.
Динамика численности населения деревни Холдре:
| Год     | 2000 | 2010 | 2011 | 2018 |
| ------- | ---- | ---- | ---- | ---- |
| Человек | 72   | ↘ 60 | ↘ 54 | ↘ 44 |

## Мыза Холдре
История мызы Холдре берёт своё начало примерно в 1597 году. На протяжении всего своего существования мыза была в собственности у различных аристократических семейств балтийских немцев.
Главное здание мызы (особняк имения) было построено примерно в 1910 году, когда мызой владел Вольдемар фон Дитмар (Woldemar von Ditmar). Автором проекта был рижский архитектор Отто Вильдау (Otto Wildau), который был также автором проекта находящегося неподалеку замка Таагепера. Замок построен в том же стиле модерн с большим влиянием финского северного модерна. Схожесть с мызой Сангасте возможна по причине того, что тогдашний владелец Холдре, Дитмар, приходился зятем владельцу Сангасте Хьюго фон Штрюку.
В советское время на мызе располагался пионерский лагерь.

## Известные уроженцы
- Йохан Кыпп[эст.] — эстонский епископ, настоятель Эстонской евангелистическо-лютеранской церкви с 1939 по 1944 года.
- Яан Юнкур (1887—1942) — эстонский военный и дипломат, полковник.